# Viktor Vohryzek

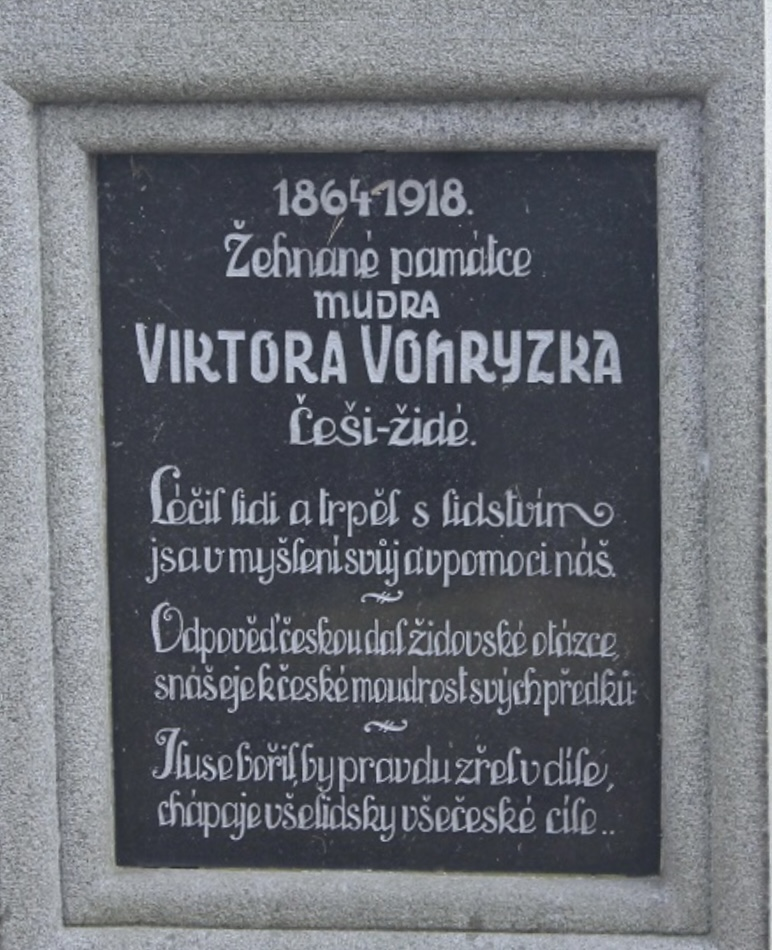
Náhrobek Viktora Vohryzka na židovském hřbitově v Pardubicích

Viktor Vohryzek (1. ledna 1864 Přestavlky – 27. listopadu 1918 Pardubice) byl lékařem a zakladatelem časopisu Rozvoj – Týdeník pokrokových židů. Byl členem Masarykovy pokrokové strany a Svazu českých pokrokových židů. Publikoval politické a národohospodářské články. Ve své době byl považován za hlavu českých židů (tuto roli po něm převzal Jindřich Kohn).

## Rodina
Narodil se 1. ledna 1864 v obci Přestavlky (okres Chrudim). Pocházel z židovské rodiny, jejíž předci sice původně byli vyznavači Jednoty bratrské, nicméně když došlo k rekatolizaci, rozhodli se raději přejít k židovskému náboženství, než přijmout vynucenou víru.
Jeho manželkou byla Berta, rozena Steinschneiderová (narozena v Plzni roku 1869), s níž měl tři děti: Marii (* 1892), Jiřího (* 1893) a Věru (* 1908). V Pardubicích bydlel (a též zemřel) v ulici Svatojánská.

## Studium a kariéra
Studium zahájil na Reálném gymnáziu v Chrudimi, kde získal pevné základy pro své budoucí vzdělání. Následně pokračoval ve studiu medicíny na univerzitě v Praze, což ho připravilo na jeho lékařskou kariéru.
Svou první lékařskou praxi vykonával ve Vodňanech, kam nastoupil přibližně v roce 1883 jako všeobecný lékař. Toto období svého života často zmiňoval s jistou nostalgií, přestože se v dopisech svěřoval, že to zde nebylo bez problémů. Popsal například napjaté vztahy mezi dvěma soupeřícími lékárníky, které ovlivňovaly místní společenské klima.
Když začal pracovat ve Vodňanech, působili zde František Herites (lékárník a také známý spisovatel), Otokar Mokrý (notář, který se věnoval poezii a překladům) a Julius Zeyer, který byl básník a spisovatel. Zejména s Heritesem a Zeyerem udržoval po svém odjezdu přátelský vztah do konce života a často si psali.
V roce 1895 začal působit jako železniční lékař v Pardubicích. Mezi zdejšími lidmi se mu přezdívalo doktor lidumil.

## Spisovatel a novinář
Jeho spisovatelská kariéra započala rokem 1900, kdy začal psát články do periodika Českožidovské listy. Po sporu s jeho redaktorem Karlem Fischerem roku 1904 založil vlastní časopis Rozvoj, českožidovský týdeník. Ten byl reakcí na počátky antisemitských spisů od různých dobových autorů a také reagoval na ztrátu vlivu židovského obyvatelstva ve společnosti a na utlačování židovské menšiny. Vohryzek velmi prosazoval rovnocennost mezi českými židy a nežidovským obyvatelstvem českých zemí. Tři roky Vohryzek vydával a financoval časopis sám v Pardubicích. Od 5. července roku 1907 se týdeník Rozvoj začal vydávat v Praze. Po zastavení Českožidovských listů se týdeník stal jediným českožidovským týdeníkem.
Z jeho pozůstalosti byla vydána dvě díla: K židovské otázce a Životní moudrost. První z nich je výběr jeho článků z časopisu Rozvoj (ovšem není ze všech ročníků). Druhá kniha je torzem filozofického díla, které Vohryzek chystal. Vedle těchto dvou děl napsal Věno a Červené korále.

## Filozofie
Filozofii sice nikde nepřednášel a nepublikoval žádné filozofické myšlenky, ale jeho vydavatel a první životopisec jej nazval „populárním filosofem“, tedy filozofem lidovým a ne odborníkem.
Bází filozofie mu byly morální problémy. Věnoval se především otázkám náboženským.
„Rabínskou judaistiku obviňoval, že je formální, židy vede k dodržování zákona, ne však k dobru. Snaží se vysvětlit a zároveň odmítá krutost Starého zákona a naopak vyzvedá v něm myšlenku: miluj bližního svého jako sebe sama. Proto nalézá identické prvky v judaismu a křesťanství a zdůrazňuje, že starší rabíni hlásali vždy, že křesťanství směřuje k životu nadpozemskému, posmrtnému a židovství k otázkám života na této zemi. Křesťanství učí skutečné neodpírání zlu (Tolstoj), kdežto židovství klade důraz na poznání (Spinoza) a spravedlnost.“ 
Spinoza byl jeho nejmilejším filozofem. Vohryzek odmítal ateismus a opouštění židovské církve. Jeho rodina také přetrvala věrna židovskému náboženství v 17. století a nevydala se cestou křesťanské víry, přestože to společnost vyžadovala.

## Konec života
V době první světové války byl uvězněn v pevnosti v Josefově spolu s dr. Bohdanem Klinebergem. Důvodem bylo jejich citování Masaryka v Českých listech. Nakonec zemřel krátce po válce ve svých 54 letech v Pardubicích, dle matriky byla příčinou úmrtí srdeční vada. Po jeho smrti začaly židovské instituce sbírku na jeho pomník. Z pomníku nakonec sešlo a místo toho postavily židovské spolky Vohryzkovi náhrobek na pardubickém hřbitově. Na náhrobku je vytesán nápis s verši Jiřího Kohna, který byl nástupcem jeho idejí.
„Léčil lidi a trpěl lidstvím,
jsa v myšlení svůj a v pomoci náš.
Odpověď českou dal židovské otázce,
snášeje k české moudrost svých předků.
Iluse bořil, by pravdu zřel v díle,
chápaje všelidsky všečeské cíle.“